# Marcello Casanova
Marcello Giuseppe Lauro Angelo Michele Casanova (* 30. September 1901 in Cornigliano Ligure; † 3. August 1981 in Genua) war ein italienischer Ruderer.

## Werdegang
Marcello Casanova nahm an den Olympischen Sommerspielen 1924 in Paris teil. Zusammen mit Jean Cipollina, Gastone Cerato, Renato Berninzone und Massimo Ballestrero belegte er den vierten Platz in der Vierer mit Steuermann-Regatta.